# Bjørg Abrahamsen
Bjørg Neegård Abrahamsen, född 25 februari 1931 i Oslo, död där 13 februari 1992, var en norsk textilkonstnär och färgkonsulent.
Abrahamsen arbetade inledningsvis med kyrkotextilier, och efter 1967 även med dekorativt broderi. Från 1975 utvecklade hon en särskild teknik för att applicera organza färgad i olika kulörer på genomskinligt tyg, ofta i flera lager, för att uppnå en speciell effekt när arbetet hänger till exempel framför ett fönster. Abrahamsens broderier, och i synnerhet hennes applikationer, har väckt uppmärksamhet även i utlandet.
Abrahamsen engagerade sig starkt i organiseringen av brukskonstnärer i Norge. År 1990 mottog hon Jacobpriset.